# Gustaf Lené
Gustaf Adolf Lené, född 14 juli 1871 i Umeå, död 21 november 1939 i Stockholm, var en svensk skolman. Han var kusin till Axel Lené och far till Gunnar Lené.
Gustaf Lené var son till läroverksadjunkten Adolf Fredrik Lené. Han avlade mogenhetsexamen i Umeå 1888 och studerade därefter vid Uppsala universitet där han blev filosofie kandidat 1891, filosofie licentiat 1896 och filosofie doktor 1899. Efter lärarförordnanden vid olika läroverk blev han 1903 lektor i engelska och franska vid Högre allmänna läroverket i Härnösand. Lené var rektor vid Jönköpings högre allmänna läroverk 1907–1926. Efter att 1925 fått lektorat vid Högre realläroverket å Norrmalm trädde han i tjänst där 1926. Lené avgick 1936. Åren 1928–1936 fungerade han även som lärare i franska vid Sjökrigsskolan. Vid flera tillfällen var han vikarierande undervisningsråd. Lené var 1927–1929 ordförande i Läroverkslärarnas riksförbund, som han representerade vid flera internationella kongresser. Bland Lenés skrifter märks Les substantifs postverbaux dans la langue française (doktorsavhandling, 1899), Ur Jönköpings läroverks historia efter 1859 (1921), Franska läroverk (1926) utöver ett antal artiklar, uppsatser och läroböcker.